# Taktové předznamenání

Předznamenání ¾ taktu za houslovým (G) klíčem a předznamenáním (dvěma křížky = tónina D-dur či relativní h-moll

Taktové předznamenání, či udání taktu, či rytmu je značka na počátku hudební skladby udávající rytmus.
Taktové značení udává takt skladby a píše se za klíčem a (tóninovým) předznamenáním. Na rozdíl od nich stojí udání taktu (pokud se takt v průběhu skladby nemění) zpravidla pouze na první notové osnově a ve skladbě se již neopakuje. Svým způsobem se jedná o zbytný údaj (sloužící hlavně pro přehlednost), protože rytmus a délka taktů jsou dány samotnými notovými značkami.
Zapisuje se jako matematický zlomek s čitatelem a jmenovatelem, zde ovšem bez lomítka. Jmenovatel udává, jaká časová hodnota noty odpovídá jedné době. Čitatel pak udává počet dob na takt.
Ustálená znaménka  pro 4⁄4 takt či  2⁄2 takt (alla breve) mají svůj původ ještě ve značkách středověké mensurální notace.